# ولیکو ترنجن
ولیکو ترنجن (به لاتین: Veliko Trnjane}} یک منطقهٔ مسکونی در صربستان است که در لسکواس واقع شده‌است.

## خصوصیات
ولیکو ترنجن ۱٬۰۱۳ نفر جمعیت دارد.